# تشنگی (فیلم ۱۹۴۹)
تشنگی (سوئدی: Törst) فیلمی در ژانر درام به کارگردانی اینگمار برگمان محصول سال ۱۹۴۹ است. این فیلم با نام سه عشق عجیب (به انگلیسی: Three Strange Loves) در بریتانیا منتشر شد.